# Maximilian Schiefermüller
Maximilian Schiefermüller OSB (* 18. Oktober 1981 in Steyr, Oberösterreich als Karl Michael Schiefermüller) ist ein österreichischer Historiker,  Ordenspriester und Prior des Benediktinerstiftes Admont in der Steiermark, Archivar und Bibliothekar der Stiftsbibliothek Admont, dem weltweit größten klösterlichen Büchersaal.

## Leben
Karl Michael Schiefermüller wuchs im oberösterreichischen Kurort Bad Zell auf. Nach der Matura am BORG in Perg begann er 2001 an der Paris-Lodron-Universität Salzburg Geschichte und Theologie zu studieren. Seine theologische Diplomarbeit (Von der Wallfahrt zur Wellness) erörtert die Geschichte des Hedwigsbründls in Bad Zell, während seine historische Diplomarbeit die Auswirkungen der Josephinischen Reformen am Beispiel des Stiftes Admont beleuchtet. Mit Abschluss dieser beiden Studienrichtungen erwarb Schiefermüller die akademischen Grade Magister philosophiae (Mag. phil.) und Magister theologiae (Mag. theol.).
2023 wurde er an der Universität Graz mit einer Dissertation (Der Brand von 1865 und der Neubau des steirischen Benediktinerstiftes Admont. Ein Beitrag zu Brandkatastrophen in mitteleuropäischen Klöstern und ihren Auswirkungen) zum Doktor der Theologie (Dr. theol.) promoviert.
Im Jahr 2002 trat er in das Benediktinerstift Admont als Novize ein und nahm den Ordensnamen „Maximilian“ an. Vier Jahre später, am 23. April 2006, legte er bei Abt Bruno Hubl seine Ewige Profess ab. 2009 wurde er in der Stiftskirche Admont von Bischof Egon Kapellari zum Priester geweiht.
Im März 2017 wurde er von Abt Gerhard Hafner zum Prior des Stiftes Admont ernannt.
Schiefermüller war zwölf Jahre Kustos der Alten Kunst des Stiftes Admont und der, gerade durch die Werke aus der Hand des frater Benno Haan, berühmten Paramente des Klosters. Im März 2014 trat er die Nachfolge des langjährigen Archivars und Stiftsbibliothekars Johann Tomaschek an. In seiner Amtszeit geschahen umfangreiche bestandserhaltende Maßnahmen in der Stiftsbibliothek Admont, die durch einen Schädlingsbefall notwendig wurden. Zusätzlich hat das Stiftsarchiv mit den Beständen der Stiftsbibliothek Admont im Hinblick auf Digitalisierung und EDV-Katalogisierung einen wichtigen und grundlegenden Schritt in die Moderne getan.
In seiner Amtszeit wurde der Fund zweier Fragmente des Abrogans in den Beständen der Stiftsbibliothek Admont veröffentlicht, die um das Jahr 800 entstanden sind. Die Fragmente wurden im 18. Jahrhundert für einen Bucheinband benutzt und von Restauratoren 1963 in einer Mappe abgelegt und stammen möglicherweise von einem Buchbinder in Steyr oder Graz, der sie wahrscheinlich aus Klöstern wie Kloster Mondsee hatte.
Der Forschungsschwerpunkt von Schiefermüller liegt bei der Geschichte des Benediktinerstiftes Admont und dessen Besitzungen, der Geschichte des Benediktinerordens in Österreich, sowie des oberösterreichischen Mühlviertels, insbesondere der Marktgemeinde Bad Zell.
Seit 2019 ist Schiefermüller Korrespondent der Historischen Landeskommission für Steiermark.
Der Bischof der Diözese Graz-Seckau, Wilhelm Krautwaschl, verlieh ihm 2022 den Titel eines bischöflichen Geistlichen Rates.
Im April 2024 wurde Schiefermüller zum Wissenschaftlichen Leiter des berühmten Museums im Benediktinerstift Admont ernannt.

### Pastorales Wirken
Schiefermüller ist Pfarrer des Pfarrverbandes Frauenberg an der Enns, Ardning und Hall bei Admont im Seelsorgeraum Admont. Im September 2015 begann Schiefermüllers Amtszeit als Superior und Pfarrer der Wallfahrtskirche Frauenberg an der Enns. 2016 konnte er zum Heiligen Jahr der Barmherzigkeit in Frauenberg eine Heilige Pforte öffnen lassen sowie in den folgenden Jahren das bestehende, fünfstimmige Geläute durch fünf Glocken erweitern. Schiefermüller ist Initiator der seit 2018 in Frauenberg monatlich stattfindenden „Wallfahrt um geistliche Berufungen“.

## Publikationen (Auswahl)
- Die Deckenfresken der Stiftsbibliothek Admont, ISBN 978-3-945161-04-3
- Die Weihnachtskrippe in der Stiftskirche der Benediktiner zu Admont (Vorwort), ISBN 978-3-945161-05-0
- Politik und Gesellschaft im Markt Zell im 18. Jahrhundert, in: Hexen.Wahn, ISBN 978-3-99028-755-2
- Die Glocken der Pfarrkirche St. Johannes der Täufer, in: Bad Zell. Unterm Ellerberg, ISBN 978-3-902416-63-6
- Von A(dmont) nach Z(ell) - und retour, in: AlmA. Land Leben, ISBN 978-3-200-03965-0
- Von der Wallfahrt zur Wellness. Die Geschichte des Hedwigsbründls in Bad Zell vom 15. bis zum 21. Jahrhundert, DiplA. Salzburg 2008
- Josephinische Klosterreformen. Am Beispiel der personellen Situation und der Abtwahl 1788 im Stift Admont, DiplA. Salzburg 2010
- Der Brand von 1865 und der Neubau des steirischen Benediktinerstiftes Admont. Ein Beitrag zu Brandkatastrophen in mitteleuropäischen Klöstern und ihren Auswirkungen, Dissertation. Graz 2023.
- Schloss Zellhof in der Marktgemeinde Bad Zell, im Eigenverlag 2019
- Schloss Zellhof in der Marktgemeinde Bad Zell, in: Jahrbuch der Gesellschaft für Landeskunde und Denkmalpflege Oberösterreich, 165. Band, Linz 2020, ISSN 1993-7806
- Stifts- und Pfarrkirche St. Blasius in Admont, ISBN 978-3-945161-14-2
- Da aber der Vogelkasten schon voll ist. Ein monastisches Leben für die Entomologie: P. Gabriel Strobl OSB (1846–1925). In: Sohn, Andreas (Hg.): Benediktiner als Gelehrte. St. Ottilien 2023, 297–308, ISBN 978-3-8306-8096-3
- Der Brand von 1865 und der Neubau des steirischen Benediktinerstiftes Admont. Ein Beitrag zu Brandkatastrophen in mitteleuropäischen Klöstern und ihren Auswirkungen, St. Ottilien 2023, ISBN 978-3-8306-8197-7
- Die Bibliothek des Benediktinerstiftes Admont (Kunstführer), Admont/Passau 2023, ISBN 978-3-945161-16-6